# 포르투갈령 카보베르데
포르투갈령 카보베르데(포르투갈어: Província Ultramarina de Cabo Verde)는 포르투갈 제국의 식민지로, 1462년 카보베르데 제도에 처음 정착한 이후 1975년 카보베르데가 독립할 때까지 존재했다.

## 역사

### 15세기
카보베르데는 1444년 엔히크 항해왕자 (주앙 1세의 아들)와 안토니우 뇨리가 엔히크의 친척인 아폰수 5세를 섬기면서 발견했다. 가장 큰 산티아구섬을 포함한 남동부의 섬들은 1460년 안토니우 데 뇨리와 디오구 고메스에 의해 발견되었다. 남아있는 북서쪽의 상니콜라우섬, 상비센트섬, 산투안탕섬들은 1461년 또는 1462년 디오구 아폰수에 의해 발견되었다. 포르투갈인이 도착하기 전에 카보베르데에 사람이 정착했다는 증거는 없다.

### 20세기
20세기 초부터 민델로 항은 대서양 횡단 항해의 중요성을 상실했다. 석탄에서 선박 연료로 석유로 전환, 다카르와 카나리아 제도와 같은 경쟁 항구의 부상, 항만 인프라 투자 부족 등이 그 원인이었다. 대체로 건조한 기후 때문에 카보베르데는 1580년대와 1950년대 사이에 가뭄과 관련된 일련의 기근에 시달렸다. 카보베르데의 역대 최악의 기근은 1941~43년과 1947~48년에 두 차례 발생하여 약 4만 5천 명이 사망했다. 예를 들어 포르투갈령 상투메 프린시페의 코코아 농장에서 계약 노동력을 받는 등 수천 명의 섬 주민이 이주했다.
포르투갈 식민지 전쟁을 앞두고 그리고 전쟁을 계획하고 싸우는 사람들은 종종 기니비사우 해방의 목표를 카보베르데 해방의 목표와 연결시켰다. 예를 들어, 1956년 아밀카르와 루이스 카브랄은 기니비사우-카보베르데 아프리카 독립당(PAIGC)을 설립했다. 그러나 카보베르데에는 무력 충돌이 없었고, 결국 1974년 4월 카네이션 혁명 이후 포르투갈과의 협상으로 카보베르데의 독립이 이루어졌다. 1974년 8월, 포르투갈 정부와 PAIGC 사이에 알제에서 기니비사우의 독립과 카보베르데의 독립권을 인정하는 협정이 체결되었다. 1975년 7월 5일, 프라이아에서 포르투갈의 총리 바스코 곤살베스가 국회의장 아빌리오 두아르테에게 권력을 이양했고, 카보베르데는 독립했다.
카보베르데 섬 주민들은 더 높은 교육 수준을 가졌고 종종 포르투갈 영토의 낮은 수준의 행정 직책에 임명되었다. 이로써 그들은 리스본에 대한 충성심의 명성을 얻었다.